# Pristimantis gagliardoi
Espèce
Pristimantis gagliardoi est une espèce d'amphibiens de la famille des Craugastoridae.

## Répartition
Cette espèce est endémique de la province de Cañar en Équateur. Elle se rencontre dans les environs de La Libertad vers 2 895 m d'altitude sur le versant Ouest de la cordillère Orientale.

## Description
Les mâles mesurent de 19,1 à 24,3 mm et les femelles de 26,8 à 33,6 mm.

## Étymologie
Cette espèce est nommée en l'honneur de Ronald Gagliardo.

## Publication originale
- Bustamante & Mendelson, 2008 : A new frog species (Strabomantidae: Pristimantis) from the High Andes of Southeastern Ecuador. Zootaxa, no 1820, p. 49-59.